# WWF WrestleMania: The Arcade Game
Giống như những gì đã làm và đạt với game Mortal Kombat, Wrestle Mania mang đến cho bạn một bản sao của chò chơi điện tử đối kháng nổi tiếng bằng những hình ảnh của các nhân vật siêu sao Bam Bam Bigelow, Bret "The Hitman" Hart, Doink the Clown, Lex Luger, Razor Ramon, Shawn Michaels, The Undertaker và Yokozuna của giải đấu vật lừng danh trên WWF thượng đài qua game. Nhìn chung tổng quát game WWF WrestleMania: The Arcade Game này khi bạn chơi bạn sẽ thấy nó chẳng khác so với game Mortal Kombat là mấy khi cũng sử dụng các nhân vật đánh ra chưởng (chuyền thông của game MK) banừg những đòn như chảy, búa tạ, tay to v.v... Trong game cũng có những yếu tố đánh liên hoàn văng máu me và rơi ra xương xo để tăng tính cảm giác mạnh và buồn cười trên võ đài đấu vật. Tuy nhiên game này tính từ thập niên của nó, nó chỉ phổ biến ở mức độ nhỏ chứ không có tầm phát triển và mở rộng giống như game MK nên WWF WrestleMania chính là game đầu tiên và cũng là thể loại cuối cùng mà hãng Miđway làm ra trên các hệ máy đời 1995 bao gồm Arcade, Sega Mega Drive, SNES, PlayStation, Sega Saturn, PC, Sega 32X.